# Sheva (zespół muzyczny)
Sheva (hebr. ‏שבע‎, „siedem”) – założony w 1996 roku izraelski zespół wykonujący muzykę świata. Jego członkowie wywodzą się z kultury żydowskiej i arabskiej. Za swoistą „misję” swojej twórczości poczytują szerzenie idei pokojowego współistnienia ludzi z różnych grup etnicznych i religijnych.
Muzyka grupy Sheva jest eklektyczna. Artyści inspirują się różnymi tradycjami Bliskiego Wschodu i muzyką współczesną, włączają do swych tekstów zarówno fragmenty z Biblii, jak i modlitwy sufickie.
Sheva to jeden z najpopularniejszych zespołów world music w Izraelu. Grupa występowała na wielu międzynarodowych festiwalach muzycznych, m.in. na Montreal Jazz Festival (Kanada), Woodford Festival (Australia), Sfinks Festival (Belgia), a także Sacred World Music Festival, na który muzycy zostali zaproszeni przez Dalajlamę.

## Dyskografia
- החתונה השמיימית (Celestial Wedding; 1997)
- יום ולילה (Day & Night; 1999)
- גן (Garden; 2002)
- Live in Australia (2005)